# 1826
| [ Edytuj tabelę ]                                   | |
| Król Polski (tytularny)                             | - 1825 Mikołaj I Romanow 1830 |
| Emir Afganistanu                                    | - 1818 Al-Rajuo Ballaha 1842 |
| Współksiążęta Andory                                | - 1824 Isidor Bonifaci López y Pulido 1827 - 1824 Karol X Burbon 1830                                                                        |
| Prezydent Argentyny                                 | - 1826 Bernardino Rivadavia 1827 |
| Cesarz Austrii                                      | - 1804 Franciszek II Habsburg 1835 |
| Król Bawarii                                        | - 1825 Ludwik I 1848 |
| Prezydent Boliwii                                   | - 1825 Simón Bolívar 1826 - 1826 Antonio José de Sucre 1828                                                                                  |
| Cesarz Brazylii                                     | - 1822 Pedro I 1831 |
| Sułtan Brunei                                       | - 1807 Muhammad Kanzul Alam 1829 - 1825 Muhammad Alam 1828                                                                                   |
| Prezydent Chile                                     | - 1826 Manuel Blanco Encalada 1826 - 1826 Agustín Eyzaguirre 1827                                                                            |
| Cesarz Chin                                         | - 1820 Daoguang 1850 |
| Król Czech                                          | - 1792 Franciszek II Habsburg 1835 |
| Król Danii                                          | - 1808 Fryderyk VI 1839 |
| Dalajlama                                           | - 1816 Cultrim Gjaco 1837 |
| Władca Egiptu                                       | - 1805 Muhammad Ali 1848 |
| Premier Francji                                     | - 1821 Jean-Baptiste de Villèle 1828 |
| Król Francji                                        | - 1824 Karol X Burbon 1830 |
| Prezydent Haiti                                     | - 1818 Jean-Pierre Boyer 1843 |
| Król Hawajów                                        | - 1824 Kamehameha III 1854 |
| Król Hiszpanii                                      | - 1813 Ferdynand VII 1833 |
| Król Holandii                                       | - 1815 Wilhelm I 1840 |
| Szach Iranu                                         | - 1797 Fath Ali Szah 1834 |
| Państwo Wielkich Mogołów                            | - 1806 Akbar Szah II 1837 |
| Król Irlandii                                       | - 1820 Jerzy IV Hanowerski 1830 |
| Cesarz Japonii                                      | - 1817 Ninkō 1846 |
| Kalif                                               | - 1808 Mahmud II 1839 |
| Patriarcha Konstantynopola                          | - 1824 Chryzant I 1826 - 1826 Agatangel 1830                                                                                                 |
| Władca Korei                                        | - 1800 Sunjo 1834 |
| Emir Kuwejtu                                        | - 1814 Dżabir I 1859 |
| Książę Liechtensteinu                               | - 1805 Jan I 1836 |
| Wielki książę Luksemburga                           | - 1815 Wilhelm I 1840 |
| Sułtan Maroka                                       | - 1822 Abd ar-Rahman 1859 |
| Prezydent Meksyku                                   | - 1824 Guadalupe Victoria 1829 |
| Książę Monako                                       | - 1819 Honoriusz V 1841 |
| Król Nawarry                                        | - 1824 Karol X 1830 |
| Król Nepalu                                         | - 1816 Rajendra 1847 |
| Premier Nepalu                                      | - 1806 Bhimsen Thapa 1837 |
| Król Norwegii                                       | - 1818 Karol III Jan 1844 |
| Sułtan Omanu                                        | - 1807 Sa’id ibn Sultan 1856 |
| Papież                                              | - 1823 Leon XII 1829 |
| Konsul Paragwaju                                    | - 1814 José Gaspar Rodríguez de Francia 1840                                                                                                 |
| Książę Parmy i Piacenzy                             | - 1814 Maria Ludwika 1847 |
| Prezydent Peru                                      | - 1824 Simón Bolívar 1826 - 1826 Andrés de Santa Cruz 1827                                                                                   |
| Król Portugalii                                     | - 1816 Jan VI 1826 - 1826 Piotr IV 1828 |
| Król Prus                                           | - 1797 Fryderyk Wilhelm III 1840 |
| Car Rosji                                           | - 1825 Mikołaj I 1855 |
| Król Saksonii                                       | - 1806 Fryderyk August I 1827 |
| Kapitanowie Regenci San Marino                      | - 1825 Camillo Bonelli Pier Antonio Damiani 1826 - 1826 Giambattista Onofri Marino Berti 1826 - 1826 Giuliano Malpeli Marino Lonfernini 1827 |
| Książę Serbii                                       | - 1815 Miłosz I Obrenowić 1839 |
| Król Sardynii                                       | - 1821 Karol Feliks 1831 |
| Król Szwecji                                        | - 1818 Karol XIV Jan 1844 |
| Król Tajlandii                                      | - 1824 Rama III 1851 |
| Sułtan Turków                                       | - 1808 Mahmud II 1839 |
| Prezydent USA                                       | - 1825 John Quincy Adams 1829 |
| Król Węgier                                         | - 1792 Franciszek 1835 |
| Monarcha Wielkiej Brytanii                          | - 1820 Jerzy IV 1830 |
| Premier Wielkiej Brytanii                           | - 1812 Robert Jenkinson 1827 |
| Cesarz Wietnamu                                     | - 1820 Minh Mạng 1841 |
| Prezydent Wielkiej Kolumbii                         | - 1819 Simón Bolívar 1830 |
| Prezydent Zjednoczonych Prowincji Ameryki Środkowej | - 1825 Manuel José Arce 1829 |

Rok 1826 / MDCCCXXVI
stulecia: XVIII wiek ~
XIX wiek ~
XX wiek

dziesięciolecia:
1790–1799 •
1800–1809 •
1810–1819 •
1820–1829
• 1830–1839
• 1840–1849
• 1850–1859

lata: 1816 «
1821 «
1822 «
1823 «
1824 «
1825 «
1826
» 1827
» 1828
» 1829
» 1830
» 1831
» 1836

## Wydarzenia w Polsce
- 1 stycznia – wszedł w życie Kodeks cywilny Królestwa Polskiego z 1 (13) czerwca 1825 roku.
- 19 sierpnia – z połączenia Starej Częstochowy i Częstochówki powstało miasto Częstochowa; po zjednoczeniu Częstochowa pod względem liczby ludności wysunęła się na czwarte miejsce w Królestwie, po Warszawie, Lublinie i Kaliszu; ten dzień to także symboliczna data otwarcia głównej, reprezentacyjnej arterii miasta – Alei Najświętszej Marii Panny.
- 26 sierpnia – odsłonięto Pomnik Unii Lubelskiej w Lublinie.

- Początek polskiego cukrownictwa.
- Wybudowano kościół ewangelicki w Strzelnie.

## Wydarzenia na świecie
- 15 stycznia – ukazało się pierwsze wydanie francuskiego dziennika Le Figaro.
- 17 lutego – papież Leon XII zatwierdził Zgromadzenie Misjonarzy Oblatów Maryi Niepokalanej.
- 10 kwietnia – wojna o niepodległość Grecji: wojska turecko-egipskie po rocznym oblężeniu zdobyły miasto Missolungi.
- 18 kwietnia – została ponownie odkryta znana w czasach Cesarstwa rzymskiego Lazurowa Grota na włoskiej wyspie Capri.
- 30 maja – w Neapolu odbyła się premiera opery Bianka i Gernando Vincenza Brlliniego.
- 15 czerwca - Pomyślne Wydarzenie - bunt janczarów przeciwko reformie wojska, zakończony zdziesiątkowaniem garnizonu janczarów w Stambule[1]
- 16 czerwca – sułtan Mahmud II rozwiązał Korpus Janczarów
- 22 czerwca – w Lizbonie odbyła się premiera opery Adina Gioacchino Rossiniego.
- 26 czerwca – została zlikwidowana istniejąca od 1440 roku mikroskopijna republika Cospaia o powierzchni ok. 500 m², obecnie część miasta San Giustino w środkowych Włoszech.
- 4 lipca – w pięćdziesiątą rocznicę podpisania Deklaracji Niepodległości zmarło dwóch jej sygnatariuszy: John Adams, drugi prezydent Stanów Zjednoczonych oraz Thomas Jefferson, trzeci prezydent Stanów Zjednoczonych.
- 19 lipca – początek wojny rosyjsko-perskiej
- 11 września – Antymason William Morgan został aresztowany pod fałszywymi zarzutami i uprowadzony.
- 27 listopada – angielski aptekarz John Walker wynalazł zapałki zapalane poprzez potarcie o draskę.

- William Moorcroft dotarł do Lhasy.
- Nicéphore Niépce wykonał pierwszą fotografię.

## Urodzili się
- 12 stycznia – Antoni Franciszek Sotkiewicz, polski duchowny katolicki, administrator archidiecezji warszawskiej, biskup sandomierski (zm. 1901)
- 16 stycznia – Romuald Traugutt, polski generał, dyktator powstania styczniowego (zm. 1864)
- 24 lutego – Małgorzata Flesch, niemiecka zakonnica, błogosławiona katolicka (zm. 1908)
- 1 marca:
  - Jan Chrzciciel Mazzucconi, włoski misjonarz, męczennik, błogosławiony katolicki (zm. 1855)
  - Francesco Nullo, włoski pułkownik, przyjaciel i powiernik Giuseppe Garibaldiego, dowódca ochotników włoskich, tzw. garibaldczyków, którzy wzięli udział w powstaniu styczniowym (zm. 1863)
- 23 marca – Ludwig Minkus, austriacki kompozytor (zm. 1917)
- 29 marca – Wilhelm Liebknecht, niemiecki socjaldemokrata (zm. 1900)
- 4 kwietnia – Wincenty Niewiadomski, polski literat, popularyzator nauk przyrodniczych, urzędnik (zm. 1892)
- 16 kwietnia – Antoni Chevrier, francuski duchowny katolicki, błogosławiony (zm. 1879)
- 28 maja – Benjamin Gratz Brown, amerykański polityk, senator ze stanu Missouri (zm. 1885)
- 24 czerwca – Theodore Fitz Randolph, amerykański przedsiębiorca, polityk, senator ze stanu New Jersey (zm. 1883)
- 2 sierpnia – John Potter Stockton, amerykański prawnik, dyplomata, polityk, senator ze stanu New Jersey (zm. 1900)
- 4 września – Willard Warner, amerykański polityk, senator ze stanu Alabama (zm. 1906)
- 9 września – Fryderyk I, wielki książę Badenii (zm. 1907)
- 17 września – Bernhard Riemann, niemiecki matematyk (zm. 1866)
- 28 września – Andreas Thiel, niemiecki duchowny katolicki, biskup warmiński (zm. 1908)
- 9 października – Maksymilian Nowicki, zoolog, profesor Uniwersytetu Jagiellońskiego, badacz fauny i flory tatrzańskiej, pionier ochrony przyrody w Polsce, współtwórca Towarzystwa Tatrzańskiego (zm. 1890)
- 18 października – Stanisław Motty, polski prawnik, polityk (zm. 1900)
- 24 listopada – Carlo Collodi, włoski pisarz, dziennikarz (zm. 1890)
- 2 grudnia – Maria Soledad Torres Acosta, hiszpańska zakonnica, założycielka Zgromadzenia Służebnic Maryi, święta katolicka (zm. 1887)
- 7 grudnia – Edmund G. Ross, amerykański polityk, senator ze stanu Kansas (zm. 1907)
- 16 grudnia – Giovanni Battista Donati, włoski astronom (zm. 1873)
- 21 grudnia – Ernst Pauer, austriacki pianista, kompozytor i pedagog (zm. 1905)
- 31 grudnia – Ferdynand Weigel, polski adwokat, polityk, prezydent Krakowa (zm. 1901)

- data dzienna nieznana: 
  - Feliks Berdau, polski botanik, pionier badań flory Tatr (zm. 1895)
  - Piotr Yu Tae-ch’ŏl, koreański męczennik, święty katolicki (zm. 1839)

## Zmarli
- 20 stycznia – Stanisław Staszic, polski działacz oświeceniowy (ur. 1755)
- 10 marca – Jan VI, król Portugalii (ur. 1767)
- 17 marca – Józef Maksymilian Ossoliński, polski powieściopisarz i poeta, założyciel Zakładu Narodowego im. Ossolińskich (ur. 1748)
- 23 marca – Feliks Radwański, architekt, konserwator zabytków, profesor, senator Rzeczypospolitej Krakowskiej (ur. 1756)
- 20 kwietnia – Zygmunt Vogel, polski malarz i rysownik (ur. 1764)
- 24 kwietnia – Joanna Antyda Thouret, francuska zakonnica, święta katolicka (ur. 1765)
- 2 maja – Antoni Malczewski, polski poeta, prekursor romantyzmu, alpinista (ur. 1793)
- 13 maja – Christian Kramp, francuski matematyk zajmujący się teorią silni (ur. 1760)
- 3 czerwca – Nikołaj Karamzin (ros. Николай Михайлович Карамзин), rosyjski pisarz, publicysta i historyk (ur. 1766)
- 5 czerwca – Carl Maria von Weber, niemiecki kompozytor (ur. 1786)
- 7 czerwca – Joseph von Fraunhofer, niemiecki astronom i fizyk (ur. 1787)
- 4 lipca
  - John Adams, amerykański polityk, prezydent USA (ur. 1735)
  - Thomas Jefferson, amerykański polityk, prezydent USA (ur. 1743)
- 22 lipca – Giuseppe Piazzi, włoski astronom (ur. 1746)
- 28 lipca – Józef Zajączek, polski i francuski generał, polityk (ur. 1752)
- 13 sierpnia – René Théophile Hyacinthe Laennec, francuski lekarz, wynalazca stetoskopu (ur. 1781)
- 25 października – Philippe Pinel, francuski lekarz, przedstawiciel idei oświecenia, uważany za twórcę nowoczesnej psychiatrii (ur. 1745)

## Święta ruchome
- Tłusty czwartek: 2 lutego
- Ostatki: 7 lutego
- Popielec: 8 lutego
- Niedziela Palmowa: 19 marca
- Wielki Czwartek: 23 marca
- Wielki Piątek: 24 marca
- Wielka Sobota: 25 marca
- Wielkanoc: 26 marca
- Poniedziałek Wielkanocny: 27 marca
- Wniebowstąpienie Pańskie: 4 maja
- Zesłanie Ducha Świętego: 14 maja
- Boże Ciało: 25 maja